# 山田六左衛門
山田 六左衛門（やまだ ろくざえもん、1901年2月28日 - 1978年3月24日）は、共産主義活動家。

## 経歴
鹿児島県熊毛郡南種子村（現在の南種子町）字平山生まれ。早稲田高等学院政経科中退。1927年（昭和2年）に日本労働組合評議会に加盟。1928年（昭和3年）に日本共産党に入党。同じ年の3月15日の三・一五事件などで検挙。
戦後は1946年（昭和21年）日本共産党に再入党。1949年1月、第24回衆議院議員総選挙において和歌山県第1区から日本共産党公認で立候補して落選した。1950年（昭和25年）の日本共産党の分裂時に関西の「国際派」の指導者となったため、除名された。1955年（昭和30年）に日本共産党が統一した際に復党し、1958年（昭和33年）に中央委員となった。大阪府委員長なども務める。
1961年（昭和36年）7月15日に綱領草案討議における「少数意見抑圧」に反対する声明を出す。7月20日、反党活動を行なったとして春日庄次郎らとともに除名された。
同年10月11日、春日らと社会主義革新運動準備会を結成。副議長に就任。1962年5月、春日庄次郎、安東仁兵衛らと「統一社会主義同盟」（現在のフロント (社会主義同盟)の前身）を結成。